# Port Vale FC
A Port Vale Football Club egy angol labdarúgócsapat, melynek székhelye Staffordshire-ben, Stoke-on-Trent Burslem városrészében található. A csapat jelenleg a League One-ban, az angol labdarúgás harmadik legmagasabb osztályában szerepel. Történelmi és földrajzi szempontból legnagyobb riválisa a város másik csapata, a Stoke City. A két klub összecsapásait Potteries derby (fazekasok rangadója) néven emlegetik. A két csapat között jelenleg nem olyan éles a versengés, hiszen legutóbb 2002. február 10-én játszottak tétmeccset egymással. A Port Vale emellett olyan közeli klubokat is a vetélytársának tekint, mint a Burton Albion, a Macclesfield Town, a Shrewsbury Town, a Walsall, a Wrexham és a Crewe Alexandra.
A Port Vale az angol labdarúgás azon kevés csapata közé tartozik, mely nem egy város nevét viseli. A csapatot egyes források szerint 1876-ban, mások szerint 1879-ben alapították. A Port Vale név már ezelőtt is létezett, egy, a Trent-Mersey csatornán elhelyezkedő kikötőegyüttes elnevezése volt, mely szorosan összekapcsolódott Stoke-on-Trent város fazekasiparával. A klub mindmáig 41 szezont töltött a másodosztályban, ezzel minden más olyan csapatot felülmúlva e tekintetben, mely még soha nem szerepelt az élvonalban. A Vale 1892-ben alapító tagja lett a The Football League másodosztályának, 1958-ban pedig a negyedosztálynak. Hazai mérkőzéseit eleinte az Athletic Groundon, majd a The Old Recreational Groundon játszotta, mielőtt 1950-ben beköltözött volna a jelenleg is használt Vale Parkba. A stadion jelenlegi állapotában 19 052 szurkoló befogadására alkalmas. A létesítményen kívül Roy Sproson szobra látható, aki 842 tétmeccsen lépett pályára a klub színeiben.
A csapat legsikeresebb időszakát az 1950-es években élte, amikor 1954-ben bejutott az FA Kupa elődöntőjébe, majd később a negyed-, valamint a harmadosztályban is bajnoki címet szerzett. A korszak két meghatározó menedzsere Freddie Steele és Norman Low volt, előbbi egy olyan hatékony védelmi vonalat állított fel, melyet sokan "vasfüggönynek" becéztek, míg utóbbi nagyobb hangsúlyt fektetett a támadójátékra. John Rudge, aki 1983 és 1999 között dolgozott a Port Vale-nél, szintén a sikeredzők közé sorolható. Irányítása alatt több feljutást és sikeres kupamenetelést is megélt a klub, az 1996/97-es szezonban pedig nyolcadik helyen végzett a másodosztályban, ami máig a legjobb bajnoki eredménye. Távozása után a csapat helyzete sokat romlott, visszacsúszott a negyedosztályba és 2003-ban, valamint 2012-ben is csődeljárás alá került. A hanyatlást a tulajdonos váltás oldotta meg, amikor is Paul Wildes felvásárolta a klubot. A 2012/13-as idényben, Micky Adams irányítása alatt a Port Vale feljutott a League One-ba.

## Klubtörténet
A csapat alapításával kapcsolatban nem maradtak fenn pontos adatok, de Jeff Kent történész kutatási eredményei alapján úgy véli, hogy a Port Vale 1879-ben vált külön a Porthill Victoria FC-től, nevét pedig a Trent-Mersey csatornán található kikötőről kapta. A klub weboldala szerint azonban az alapításra 1876-ban került sor, a Port Vale House-ban és a név is innen származik. A csapat címerén szintén az 1876-os dátum olvasható. A Port Vale székhelye eleinte Stoke-on-Trent Longport, majd Westport kerületében volt található, majd 1884-ben Burslem városrészbe költözött és Burslem Port Vale-re változtatta a nevét. Ekkoriban a Moorland Road volt a klub otthona, majd 1885-ben használatba vette az Athletic Groundot. 1892-ben alapító tagja lett a The Football League másodosztályának.
A csapat 1907-ben olyan rossz anyagi helyzetbe került, hogy ki kellett lépnie a The Football League-ből. A klubot ezután teljesen újjászervezték és elhagyták a Burslem előtagot a Port Vale elől a névben. A megerősödött gárda 1912-ben beköltözött a The Old Recreational Groundra, 1919 októberében pedig visszatért a The Football League-be, a szintén anyagi gondok miatt kizárt Leeds City helyére.
A Vale az 1928/29-es szezonban megélte fennállása első kiesését, amikor a másodosztályból a harmadosztály északi csoportjába került. A következő idényben bajnokként jutott vissza, majd az 1930/31-es évadban az ötödik helyen zárt a Division Two-ban, mely máig a legjobb bajnoki eredménye. Ezután, az 1935/36-os szezonban újabb kiesés következett és egészen a második világháborúig a harmadik vonalban maradt a csapat.
1950-ben elkészült a Vale Park, a Port Vale ötödik stadionja, egy évvel később Freddie Steele lett a menedzser. A védekezésre nagy hangsúlyt fektető edző hamarosan összeállított egy olyan masszív hátsó alakzatot, melyet a szurkolók "vasfüggöny-védelemnek" neveztek. Az 1953/54-es idényben a csapat bajnok lett a harmadosztály északi csoportjában és bejutott az FA Kupa elődöntőjébe, ahol a későbbi győztes West Bromwich Albion ellen kapott ki. A mérkőzés komoly felháborodást váltott ki a Port Vale szurkolóiból, amiért Albert Leake gólját les címén érvénytelenítette. Három évvel később a klub kiesett a Third Division North-ból és alapító tagja lett az újonnan létrejött Division Fournak. Az első negyedosztályú szezonja remekül sikerült a csapatnak, bajnok lett és 110 gólt szerzett, ami máig klubrekord.
Az 1960-as években a Vale többször is jól szerepelt a kupában, de az 1954-es FA Kupa-elődöntős szereplést nem sikerült megismételnie. 1967-ben Stanley Matthews vette át az irányítást Jackie Mudie-tól, de 1968-ban távoznia kellett, amikor a klub súlyos büntetést kapott az FA-től, a játékosok felé tett, látszólag "illegális kifizetések" miatt. Az elsőfokú ítélet szerint a csapatot kizárták volna a The Football League-ből, de a fellebbezés után ezt arra csökkentették, hogy a Port Vale-nek szavazás útján kérelmeznie kellett újrafelvételét. A szavazás a klub szempontjából kedvező eredménnyel zárult, így maradhatott a The Football League-ben.
Gordon Lee vette át a csapat irányítását, majd 1970-ben feljuttatta a harmadosztályba. Az 1970-es évek nem hoztak sok sikert a klubnak, többnyire a Division Three tabellájának alsó felében tanyázott. Lee 1974-ben távozott, az ezt követő néhány évben sorra váltották egymást az edzők, de Vale az 1977/78-as szezonban kiesett a harmadosztályból. 1980-ban a gárda a Division Four huszadik helyén zárt, ami jelenleg is a legrosszabb bajnoki helyezésének számít a The Football League-ben. A rossz eredmény ellenére a vezetőség kitartott a frissen kinevezett John McGrath mellett, ami jó döntésnek bizonyult, hiszen a menedzser az 1982/83-as idényben a harmadik helyen feljuttatta a klubot a harmadosztályba.
A gyenge szereplés miatt az elöljárók 1983 decemberében menesztették John McGrath-ot, akinek a szerepét addigi asszisztense, John Rudge vette át. Ő sem tudta megakadályozni a kiesést, így a fekete-fehérek ismét a negyedosztályban találta magát. A kiesés ellenére Rudge megtarthatta állását. Az 1985/86-os szezonban a Vale visszajutott a harmadosztályba, a negyedik helyen végezve. Az idény során mindössze egyszer kapott ki a Vale Parkban. A sikerhez a gólerős walesi Andy Jones is nagyban hozzájárult. 1988. január 30-án a klub nagy meglepetésre 2-1-re legyőzte az élvonalbeli Tottenham Hotspurt az FA Kupában. Három Division Three-ben töltött év után újabb feljutást ünnepelhetett és a másodosztályba került, miután az 1988/89-es idényben megnyerte a rájátszást. A playoff döntőjében a Bristol Roversszel csapott össze két fordulóban a Port Vale. Az 1-1-es első mérkőzés után a Vale Parkban Robbie Earle találatával nyertek a hazaiak, így kialakítva a 2-1-es összesítésbeli végeredményt.
Az 1991/92-es idény utolsó napján a Vale a tabella utolsó helyére zuhant és kiesett a másodosztályból. A következő évadban a klub végig a dobogós helyek környékén állt és kis híján sikerült kiharcolnia az automatikus feljutást a második helyen, de az utolsó meccsen kikapott a Bolton Wandererstől, így a városi rivális Stoke City lett az ezüstérmes. A csapat így rövi időn belül kétszer is pályára léphetett a Wembleyben, előbb a Football League Trophy döntőjében, majd a rájátszás fináléjában. A kupadöntőben a fekete-fehérek 2-1-re legyőzték a Stockport Countyt, a rájátszás döntőjében viszont 3-0-ra kikaptak a West Bromwich Albiontól. Az 1993/94-es szezonban szintén az utolsó fordulóban dőlt el a második hely sorsa, ezúttal a Port Vale lett az ezüstérmes, így feljutva a másodosztályba. Ugyanebben az idényben a csapat legyőzte a Premier League-ben szereplő Southamptont az FA Kupában, Bernie Slaven góljával. 1994 nyarán Ian Taylor 1 millió fontért a Sheffield Wednesdayhez igazolt, ezzel ő lett a Port Vale első játékosa, aki milliós nagyságrendű összegért váltott klubot. Az 1995/96-os évad újabb kupameglepetést hozott, amikor a csapat legyőzte a címvédő Evertont az FA Kupában. A klub az Angol-Olasz Kupa döntőjébe is bejutott, ahol 5-2-re kikapott a Serie B-ben szereplő Genoától. A csapat gyengén kezdte a következő szezont és az sem könnyített a helyzetén, hogy a szurkolók tüntetéseket szerveztek Bill Bell elnök ellen, Steve Guppy pedig a Leicester Cityhez igazolt, 800 ezer fontért. Rudge mindezek ellenére a nyolcadik helyre vezette a klubot, mely a Vale legjobb bajnoki eredménye volt, 1931 óta.
Az 1997/98-as idényben csak az utolsó fordulóban tudta elkerülni a kiesést, a Huddersfield Town 4-0-s legyőzésével. Ezzel a sikerrel kikerült a kiesőzónából, ami a Manchester City és a rivális Stoke City kiesését jelentette. A következő szezonban ismét szenvedett a csapat és John Rudge-ot a szurkolók nagy felháborodására kirúgta a klub 1999 januárjában. Az irányítást a fekete-fehérek korábbi játékosa, Brian Horton vette át, aki komoly összegeket költött új játékosokra. A bennmaradást végül ismét az utolsó napon harcolta ki a Port Vale. Az 1999/00-es évadban azonban már nem volt menekülés és kiesett a másodosztályból, 13 ponttal lemaradva a bennmaradást érő 21. helyről. Horton ennek ellenére megtarthatta állását és 2001-ben megnyerte a Football League Trophyt a csapattal. A döntőben a Brentfordot verte 2-1-re a Vale, a győztes gólokat Marc Bridge-Wilkinson és Steve Brooker szerezte. Két meghatározó játékos, Tony Naylor és Allan Tankard időközben távozott, aminek eredményeképp a csapat mindössze a 14. helyet tudta megszerezni a 2001/02-es idényben.

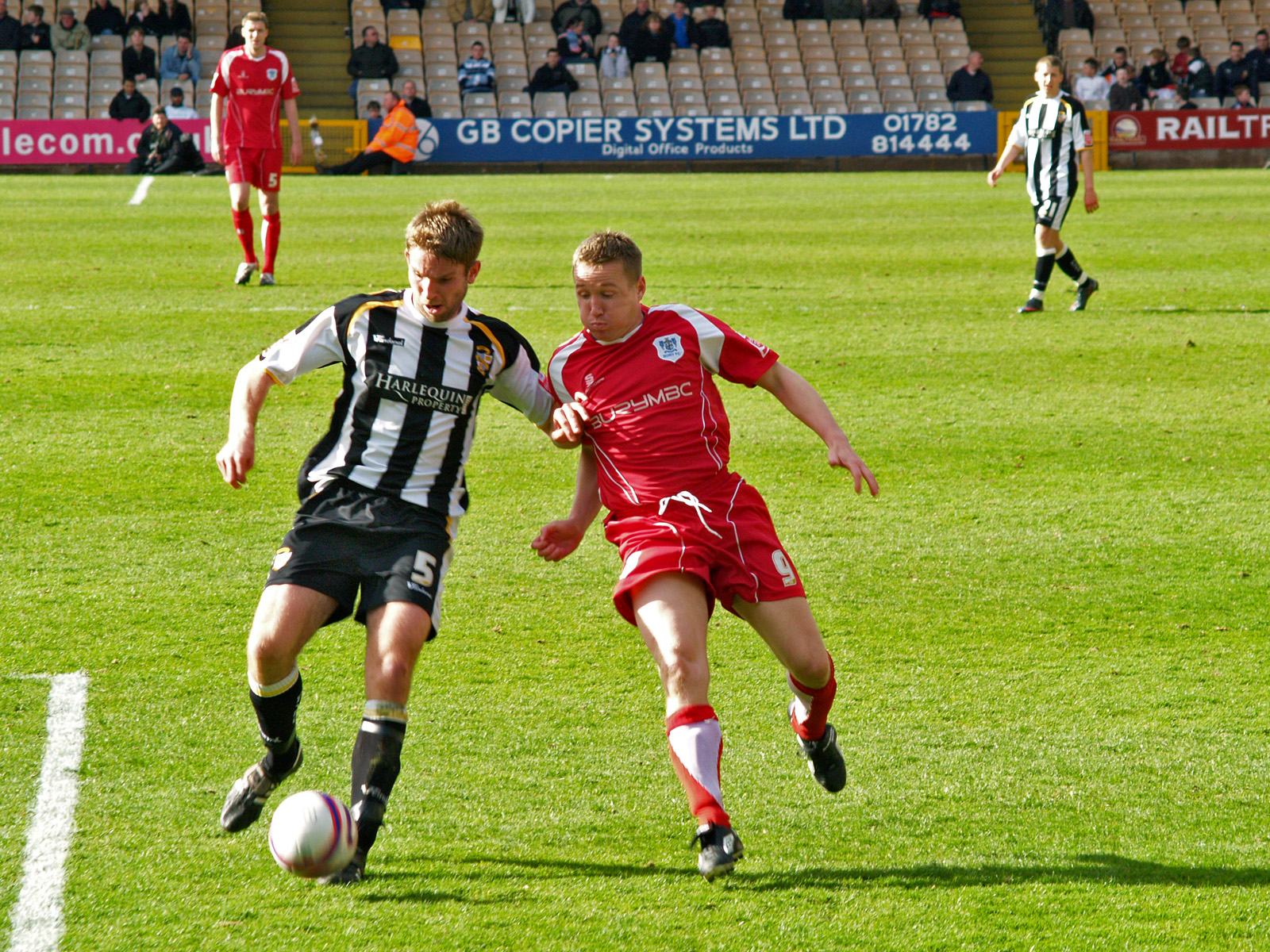
A Port Vale (fekete-fehérben) játékban, 2009-ben

2002 második felében a klub csődeljárás alá került, miután 1,5 millió fontos tartozást halmozott fel. A helyzet a 2003/04-es évad végére oldódott meg, amikor egy szurkolói csoport felvásárolta a csapatot. Horton 2004 februárjában távozott, mert elfogadhatatlannak tartotta az új vezetőség anyagi megszorításait. Martin Foyle ült le a kispadra, aki szintén játszott korábban a Vale Parkban. Előbb a 17., majd a 13. helyre vezette a csapatot, majd 2007 novemberében menesztették, a 2007/08-as szezon gyenge kezdete miatt. Korábban ő igazolta le Leon Constantine-t és Akpo Sodje-t, akik eredményes csatárpárost alkottak, de a legtöbb átigazolása nem váltotta be a hozzá reményeket. Lee Sinnott lett az új edző, akinek nem volt menedzseri tapasztalta a The Football League-ben. Nem tudta megmenteni a csapatot a negyedosztályba való kieséstől, mindössze a 23. helyet sikerült megszereznie, ráadásul az FA Kupában is egy akkor nyolcadosztályú csapat, a Chasetown ellen esett ki a Vale. Sinnottot 2008 szeptemberében menesztette a vezetőség, a gyenge szezonkezdet után. Dean Glover lett a megbízott menedzser, egy éven belül már másodszor, rövidesen pedig véglegesen is megkapta az állást. Nem tudta megkedveltetni magát a szurkolókkal és mindössze a 18. helyet tudta megszerezni a 2008/09-es szezonban. 2009 májusában felbontotta a szerződést a klub, utódja Micky Adams lett.
Adams hamar megszerezte a szurkolók szimpátiáját, miután a másodosztályú Sheffield Wednesdayt és Sheffield Unitedet is kiejtette a Ligakupából, mielőtt a harmadik fordulóban kiesett volna a Scunthorpe United ellen. A szezon vége előtt két meccsel a Port Vale rájátszást érő helyen állt, végül azonban csak a 10. helyet tudta megszerezni. A 2010/11-es szezont szintén jól kezdte a Ligakupában a csapat és 3-1-re verte a Championshipben szereplő Queens Park Rangerst az első fordulóban. Az újonnan igazolt Justin Richards két góllal járult hozzá a sikerhez. Adams 2010 decemberében elhagyta a második helyen álló klubot, így a feljutást már Jim Gannon irányítása alatt érte el a Vale. A siker ellenére Gannon mindössze 74 napot töltött a klub kispadján, mivel csúnyán összeveszett asszisztensével, Geoff Horsfielddel, amit sem a szurkolók, sem a játékosok nem néztek jó szemmel. Utódja, Mark Grew képtelen volt feljutást vagy rájátszást érő helyet kiharcolni, a drukkerek ennek ellenére ünnepeltek a szezon végén, hiszen kiderült, hogy Micky Adams visszatér a kispadra. A 2011/12-es idény feljutási reményei hamar szertefoszlottak, miután a Port Vale több felszólítást is kapott befizetetlen adói és számlái miatt. A klub 2012. március 9-én csődeljárás alá került, ami miatt tízpontos levonást kapott a The Football League-től. Az idényt a középmezőnyben, tulajdonos nélkül fejezte be a csapat. A 2012/13-as szezon elején még mindig nem volt tulajdonosa a csapatnak, majd 2012. november 20-án érkezett Paul Wildes, aki felvásárolta a Port Vale-t. A csapat jól teljesített és a harmadik helyen végezve feljutott a League One-ba. A sikerért különösen sokat tett Tom Pope, aki 33 gólt szerzett.

## Mezek és címerek
Kezdetekben a csapat sokféle színösszeállítással próbálkozott, ezek között volt egyszínű piros, arany-fekete csíkos és bordó-kék mez is, sőt, 1898 és 1902 között piros-fehér felsőben játszott a klub, ami jelenleg a rivális Stoke City színösszeállítása. 1921-ben került először bevezetésre a ma ismert fekete-fehér mez, de ezt 1923-ban lecserélték piros mezre és fehér sortra. A fekete-fehér színösszeállítás 1934-ben tért vissza, fehér mezzel és fekete nadrággal. 1958 és 1963 között többféle aranyszín és fekete kombinációval is próbálkozott a klub, mielőtt visszatért volna a fekete-fehérhez.
Címer először 1956-ban került a Port Vale mezeire, mely Burslem önkormányzatának címerének egy módosított változata volt. Látható volt benne Tunstall címeréből a kasza, Audley keresztje és Josiah Wedgwood kerámiaművész két műve. 1964-ben ezt lecserélték a "P.V.F.C." rövidítésre, ami 1981-ig maradt használatban. A 2013-ig használt logó 1983-ban jelent meg a mezeken. Ezen többek között egy kerámiaégető kemence és Stafford csomója volt látható, utalva Stoke-on-Trent fazekas hagyományaira és Staffordshire megye történelmére.
A 2012/13-as szezonban Paul Wildes és Norman Smurthwaite klubtulajdonosok bejelentették, hogy az idény után szeretnék lecserélni a logót, egy új éra kezdetét szimbolizálva. A szurkolók több dizájnra szavazhattak, végül az 1956-ban bemutatott címer egy felújított változatára esett a választás. Ennek a címernek az alapszínei a fekete és a fehér, látható rajta Josiah Wedgwood két vázája, egy kasza, Tunstall és a Sneyd család címerében, az Audley család keresztje, fölötte pedig a Stafford-csomó. Az új címer végleges fajtája 2013 februárjában került elfogadásra és 2013 nyarán került bevezetésre.

### Szponzorok
| Időszak   | Mezgyártó | Szponzor |
| --------- | --------- | -------- |
| 1974–1976 | Admiral   | Nem volt |
| 1977–1978 | Bukta     | Nem volt |
| 1978–1979 | Admiral   | Nem volt |
| 1980–1981 | Adidas    | Nem volt |
| 1981–1982 | Adidas    | BGR      |
| 1983–1984 | Hobott    | PMT      |
| 1984–1985 | Hobott    | EDS      |
| 1985–1986 | Hobott    | ECI      |

| Időszak   | Megyártó         | Szponzor            |
| --------- | ---------------- | ------------------- |
| 1986–1987 | Bourne Sports    | Browns Transport    |
| 1987–1988 | New Olympic      | ABC Minolta Copiers |
| 1989–1990 | Bourne Sports    | ABC Minolta Copiers |
| 1990–1991 | Bourne Sports    | Kalamazoo           |
| 1991–1992 | Valiants Leisure | Kalamazoo           |
| 1992–1995 | Valiants Leisure | Tunstall Assurance  |
| 1995–2001 | Mizuno           | Tunstall Assurance  |
| 2001–2003 | Patrick          | Tunstall Assurance  |

| Időszak   | Mezgyártó | Szponzor               |
| --------- | --------- | ---------------------- |
| 2003–2005 | Vandanel  | Tricell                |
| 2005–2007 | Vandanel  | BGC Gas                |
| 2007–2008 | Vandanel  | Sennheiser             |
| 2008–2012 | Vandanel  | Harlequin Property     |
| 2012–     | Sondico   | UK Windows Systems Ltd |

## Stadionok
A The Football League-hez való csatlakozása előtt a klub első pályája The Meadows volt, mely a Limekiln Lane-en (jelenleg Scott Lidgett Road), Longporton volt található. Ez egy egyszerű, lelátók nélküli pálya volt, melyet 1881-ben hagyott el csapat. Második otthona a Westport Meadows volt, melyet három évig használt, majd 1884-ben a Burslem Football and Athletic Groundra költözött, ahol két évet töltött. Ekkor változtatta a csapat Burslem Port Vale-re a nevét. A pályát egy Everton elleni barátságos meccsel avatta fel, melyet 6-0-ra megnyert. FA Kupa-mérkőzést is itt játszott először. A pálya hamarosan elégtelenné vált a Port Vale számára, így az Athletic Groundra tette át a székhelyét.

### Athletic Ground
A pálya a Waterloo Roadon, a helyi templommal szemben volt található, a Hanley-Burslem villamosvonal mellett. A csapat 27 éven keresztül játszott itt, melyek közül 12-t a The Football League-ben töltött. Nevét onnan kapta, hogy labdarúgó mérkőzéseken kívül atlétikai eseményeket is rendeztek rajta.

### The Old Recreation Ground
A The Old Recreation Ground vagy rövidebb nevén The Rec 1913 és 1950 között volt a Port Vale otthona. Hanleyban volt található, helyén jelenleg a Potteries Shopping Centre bevásárló központ parkolóháza állt. A klub olyan nehéz anyagi helyzetbe került a második világháború alatt, hogy eladta a pályát az önkormányzatnak, mely azonban nem volt hajlandó bérbe adni azt a későbbiekben a csapatnak.

### Vale Park

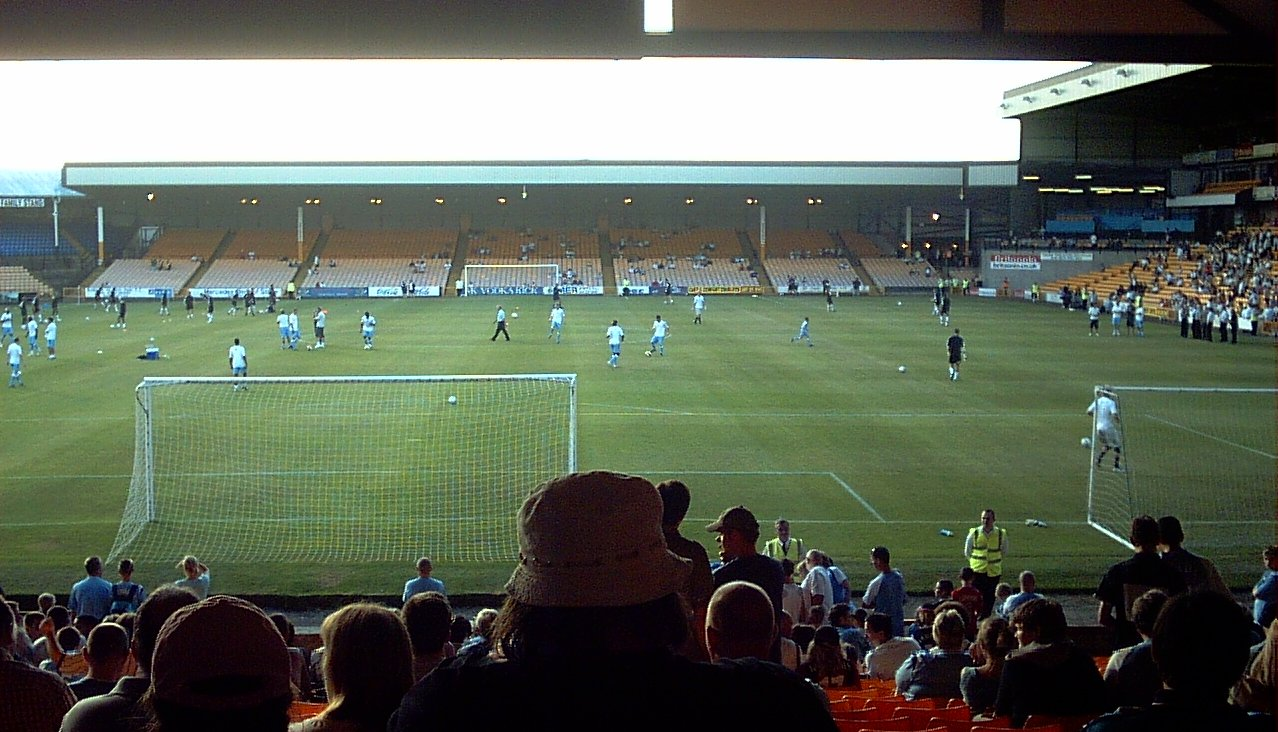
A Vale Park 2008-ban

A Vale Park 1950 óta a csapat otthona, a Hamil Roadon található, a Burslem Parkkal szemben. A tervek szerint a stadion 80 ezer néző befogadására lett volna alkalmas és már az építkezés megkezdése előtt ráragasztották az "észak Wembleyje" becenevet. Az 50 ezer fontból felépült létesítmény végül 40 ezer fős lett (mindössze 360 ülőhellyel), ami ugyan elmaradt az elvárásoktól, de így is méretes stadionnak számított. A befogadóképesség mobil lelátókkal ideiglenesen megnövelték 1960-ban, egy Aston Villa elleni FA Kupa-meccsre, melyre végül 49 867 szurkoló látogatott ki. Az évek során egyre több ülőhely került a lelátókra, ezzel csökkentve a befogadóképességet. Az 1990-es Taylor-jelentés hatására egy idő után az összes férőhely ülőhelyre cserélődött. A szurkolók utoljára az 1997/98-as szezonban szurkolhattak állóhelyekről a csapatnak. A jelenlegi befogadóképesség 19 052 fő, mely tovább nőhet, ha a félkész Lorne Street lelátó teljesen elkészül. A munkálatokat nem sietteti, hogy a 21. század eddigi részében csak nagyon ritkán töltötték meg még félig is a stadiont a szurkolók.

## Szurkolók

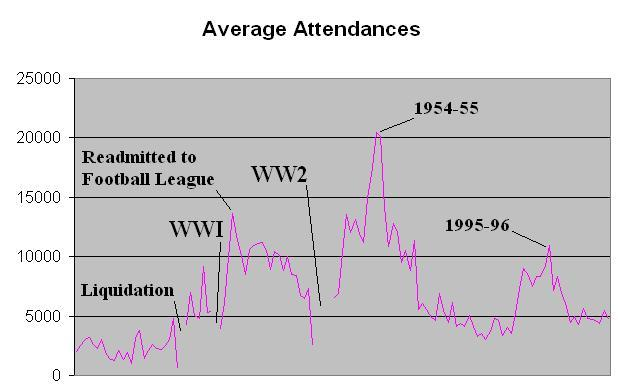
Átlagnézőszámok 1892 és 2010 között

A Vale szurkolóinak többsége Stoke-on-Trent északi feléből, Tunstall és Burslem városrészekből származik. Rajtuk kívül akadnak még szurkolók a város többi részéből és a környező településekről is. A Port Vale városi riválisa, a Stoke City székhelye Stoke-upon-Trent városrészben található, ahol meglehetősen kevés Vale-drukker található. Stoke-on-Trent városában összességében a City szurkolói vannak többen, főleg azóta, hogy a csapat feljutott a Premier League-be.
A 2009/10-es idényben a 46 bajnokira összesen 215 206 szurkoló látogatott ki, ami 4678 fős átlagnézőszámot jelent.
A csapat meccsnapokon kiadott programfüzete kivételesen színvonalas és a 2010/11-es szezonban a League Two legjobb programfüzetének is megválasztották. A drukkerek három nemhivatalos szurkolói magazint is indítottak. Ezek közül a legrégebbi a "The Memoirs of Seth Bottomley", mely az 1990-es évek óta létezik. Ezt követi a "Vale Park Beano", melynek első száma 1997-ben jelent meg. A legújabb keletű szurkolói magazin a "Derek I'm Gutted!", mely 2000 augusztusában jött létre. Címét az akkori menedzser, Brian Horton, egy Derek Davies című helyi újságírónak adott, híressé vált nyilatkozata után kapta. A hivatalos weboldalt maga a klub üzemelteti, de ezen kívül vannak még szurkolói honlapok One Vale Fan, North London Valiants, Vital Port Vale, Port Vale Online és Port Vale Supporters Club néven.

### Híres szurkolók

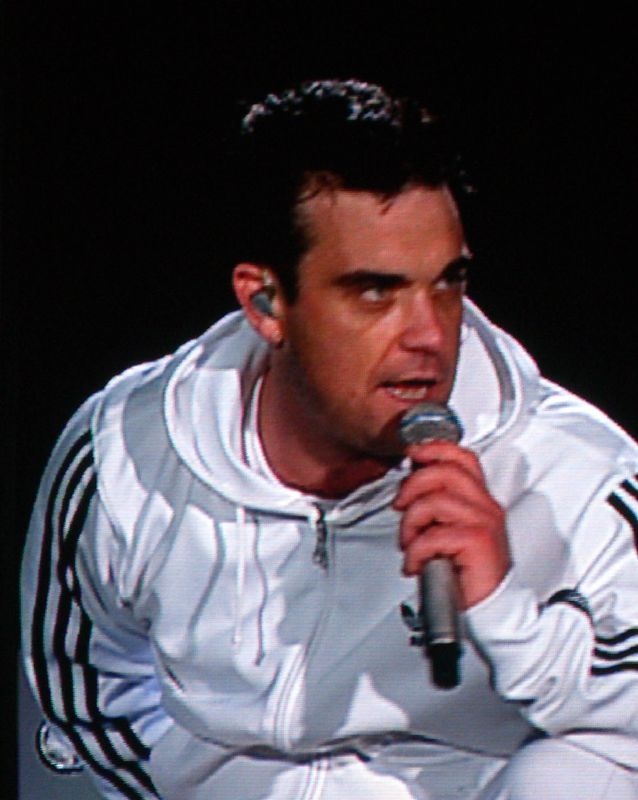
Robbie Williams, a Port Vale leghíresebb szurkolója

A klub leghíresebb szurkolója Robbie Williams, aki Stoke-on-Trent városában nőtt fel. A 2012-es csődeljárás előtt ő volt a csapat egyik fő részvényese, miután 2006 februárjában a 250 ezer fontnyi elérhető részvényekből 240 ezernyit felvásárolt, a maradék az egyik szponzor, a Castle Comfort Stairlifts kezébe került. Robbie Williamsről a komoly befektetései elismeréseként éttermet neveztek el a Vale Parkban.
Az énekes azzal a feltétellel engedélyezte az Electronic Artsnak, hogy FIFA 2000 videójátékuk főcímdalaként felhasználják It’s Only Us című számát, hogy a játékkészítő cég beleteszi a Port Vale-t is a játékba. Mivel ekkor a játékban még nem kaptak helyet az alacsonyabb osztályok, a csapat a "Rest of the World" (csapatok a világ többi részéről) szekcióban kapott helyet. A szám az EMI által kiadott egyetlen FIFA Soundtrack CD-n is szerepelt. 2005-ben Williams alapított egy Los Angeles Vale FC csapatot az Egyesült Államokban, Los Angelesben, a Port Vale után elnevezve. A csapat jelenleg a Super Metro League-ben szerepel. Az énekes-dalszerző legjobb barátja, Jonathan Wilkes televíziós személyiség szintén Vale-szurkoló.
Phil Taylor tizenhatszoros dartsvilágbajnok szintén a Port Vale-nek szurkol, csakúgy, mint Joan Walley parlamenti képviselő. Simon Webbe énekes tinédzserként a klub ificsapatában játszott, de egy ínszalagszakadás véget vetett sportolói karrierjének. Bob Wilson gyermekkönyv-író és rajzoló kedvenc csapata szintén a Vale. Stanley Bagshaw könyvsorozatának cselekménye Stoke-on-Trent városában játszódik, a főszereplője pedig a Port Vale-nke szurkol. A Stanley Bagshaw ant the short-sighted football trainer (Stanley Bagshaw és a rövidlátó labdarúgóedző) című könyv alaptémája például az 1954-es FA Kupa-menetelés, igaz, sikeres befejezéssel. Az amerikai születésű festőművész, Paine Proffitt Angliába érkezése után a csapathoz közel telepedett le. A klub gyakran megjelenik sporttémájú festményein. Az angol válogatott női krikettjátékos, Danielle Wyatt Vale-szurkoló családból származik. A klub korábbi játékosai közül sokan jelenleg is figyelemmel követik a csapat eredményeit és kijárnak a Vale Parkba, valamint a közelmúlt és a jelen játékosai között is akadnak Vale-drukkerek, például Tom Pope, Adam Yates, Ritchie Sutton és Chris Birchall

## Sikerek
- Division Four / League Two (negyedosztály)
  - Bajnok: 1958/59
  - A 3. helyen feljutó: 1982/83, 2012/13
  - A 4. helyen feljutó: 1969/70, 1985/86
- Third Division North (harmadosztály – észak)
  - Bajnok: 1929/30, 1953/54
  - Második: 1952/53
- Division Three / League One (harmadosztály)
  - Második: 1993/94
  - A rájátszás győztese: 1988/89
- Staffordshire Senior Cup
  - Győztes: 1920, 2001
  - Ezüstérmes: 1900, 2010
- Birmingham Senior Cup
  - Győztes: 1913
  - Ezüstérmes: 1899, 1900, 1914
- Angol-Olasz Kupa
  - Ezüstérmes: 1996
- Debenhams Cup
  - Ezüstérmes: 1977
- Football League Trophy
  - Győztes: 1993, 2001

## Statisztikák

### Klubrekordok
| A legnagyobb hazai nézőszám        | 49 768 fő, az Aston Villa ellen, 1960. február 20-án, az FA Kupában          |
| A legnagyobb hazai jegybevétel     | 170 349 font, az Everton ellen, 1996. február 14-én, az FA Kupában           |
| A legnagyobb bajnoki győzelem      | 9–1, a Chesterfield ellen, 1932 szeptember 24-én                             |
| A legnagyobb bajnoki vereség       | 0–10, a Sheffield United ellen, 1892. december 10-én                         |
| A legnagyobb kupagyőzelem          | 7–1, az Irthlingborough ellen, 1907. január 12-én, az FA Kupában             |
| A legtöbbszörös válogatott játékos | Chris Birchall, 24 válogatottsággal Trinidad és Tobago színeiben             |
| A legtöbb bajnoki mérkőzés         | Roy Sproson, 761 meccsel 1950 és 1972 között                                 |
| A legtöbb mérkőzés összesen        | Roy Sproson, 842 meccsel, 1950 és 1972 között                                |
| A legtöbb bajnoki gól              | Wilf Kirkham, 154 góllal, 1923 és 1933 között                                |
| A legtöbb gól összesen             | Wilf Kirkham, 164 góllal, 1923 és 1933 között                                |
| A legtöbb gól egy szezon alatt     | Wilf Kirkham, 38 góllal, az 1926/27-es szezonban                             |
| A legdrágábban igazolt játékos     | Gareth Ainsworth, 500 000 fontért, a Lincoln Citytől, 1997. szeptember 11-én |
| A legdrágábban eladott játékos     | Gareth Ainsworth, 2 000 000 fontért, a Wimbledonnak, 1998. október 29-én     |

### Legjobb bajnoki helyezések
A második világháború előtt:
- 1930/31: 5. hely a másodosztályban

A második világháború után:
- 1996/97: 8. hely a másodosztályban

### Legjobb kupaszereplések
FA Kupa:
- 1954: Elődöntős

Ligakupa:
- 2007: 4. forduló

## Játékosok

### Jelenlegi keret
2013. június 23. szerint
| #  |        | Poszt | Név                     |
| -- | ------ | ----- | ----------------------- |
| 1  | Anglia | K     | Chris Neal              |
| 2  | Anglia | V     | Adam Yates              |
| 7  | Anglia | V     | Doug Loft (csk)         |
| 8  | Anglia | CS    | Louis Dodds             |
| 9  | Anglia | KP    | Jennison Myrie-Williams |
| 11 | Anglia | CS    | Tom Pope                |
| 12 | Anglia | K     | Sam Johnson             |
| 15 | Anglia | KP    | Chris Shuker            |
| 17 | Anglia | V     | Joe Davis               |

| #  |                    | Poszt | Név            |
| -- | ------------------ | ----- | -------------- |
| 19 | Anglia             | CS    | Ben Williamson |
| 22 | Anglia             | KP    | Ryan Lloyd     |
| 24 | Wales              | V     | Richard Duffy  |
| 25 | Anglia             | V     | Liam Chilvers  |
| 26 | Trinidad és Tobago | KP    | Chris Birchall |
| 29 | Anglia             | CS    | Lee Hughes     |
| 32 | Anglia             | K     | Ryan Boot      |
| 36 | Anglia             | V     | Daniel Jones   |
|    | Wales              | KP    | Kaid Mohamed   |
|    | Anglia             | V     | Tom Morris     |
|    | Anglia             | V     | Dougie Price   |

## Szakmai stáb

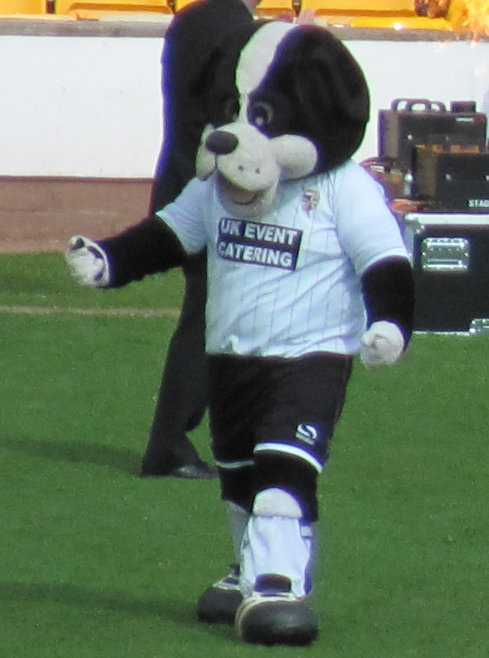
Boomer, a csapat kabalája

### Edzők
2013. június 23. szerint

### Menedzserek időrendben
| Név           | Nemz.  | Kinevezés | Távozás |
| ------------- | ------ | --------- | ------- |
| Sam Gleaves   | Anglia | 1896      | 1905    |
| Tommy Clare   | Anglia | 1905      | 1911    |
| Alf Walker    | Anglia | 1911      | 1912    |
| Harry Myatt   | Anglia | 1912      | 1914    |
| Jock Cameron  | Skócia | 1918      | 1919    |
| Tom Holford   | Anglia | 1919      | 1920    |
| Joe Schofield | Anglia | 1920      | 1930    |
| Tom Morgan    | Anglia | 1930      | 1932    |
| Tom Holford   | Anglia | 1932      | 1935    |

| Név              | Nemz.          | Kinevezés | Távozás |
| ---------------- | -------------- | --------- | ------- |
| Warney Cresswell | Anglia         | 1936      | 1937    |
| Tom Morgan       | Anglia         | 1937      | 1938    |
| Jack Diffin      | Észak-Írország | 1944      | 1944    |
| David Pratt      | Skócia         | 1944      | 1945    |
| Billy Frith      | Anglia         | 1945      | 1946    |
| Gordon Hodgson   | Anglia         | 1946      | 1951    |
| Ivor Powell      | Wales          | 1951      | 1951    |
| Freddie Steele   | Anglia         | 1951      | 1957    |
| Norman Low       | Skócia         | 1957      | 1962    |

| Név              | Nemz.  | Kinevezés | Távozás |
| ---------------- | ------ | --------- | ------- |
| Freddie Steele   | Anglia | 1962      | 1965    |
| Jackie Mudie     | Skócia | 1965      | 1967    |
| Stanley Matthews | Anglia | 1967      | 1968    |
| Gordon Lee       | Anglia | 1968      | 1974    |
| Roy Sproson      | Anglia | 1974      | 1977    |
| Bobby Smith      | Anglia | 1977      | 1978    |
| Dennis Butler    | Anglia | 1978      | 1979    |
| Alan Bloor       | Anglia | 1979      | 1979    |
| John McGrath     | Anglia | 1979      | 1983    |

| Név          | Nemz.    | Kinevezés | Távozás |
| ------------ | -------- | --------- | ------- |
| John Rudge   | Anglia   | 1983      | 1999    |
| Brian Horton | Anglia   | 1999      | 2004    |
| Martin Foyle | Anglia   | 2004      | 2007    |
| Lee Sinnott  | Anglia   | 2007      | 2008    |
| Dean Glover  | Anglia   | 2008      | 2009    |
| Micky Adams  | Anglia   | 2009      | 2010    |
| Jim Gannon   | Írország | 2011      | 2011    |
| Micky Adams  | Anglia   | 2011      |         |

### Elnökök időrendben
| Név               | Nemzetiség | Időszak   |
| ----------------- | ---------- | --------- |
| Edward Oliver     | Angol      | 1885–1897 |
| Robert Audley     | Anglia     | 1897–1907 |
| Sam Bennion       | Anglia     | 1908–1911 |
| J.H.Edwards       |            | 1911–1913 |
| Frank Huntbach    | Anglia     | 1913–1921 |
| Sampson Walker    |            | 1921–1926 |
| Frank Huntbach    | Anglia     | 1926–1940 |
| Tom Flint         |            | 1940–1946 |
| William Holdcroft | Anglia     | 1946–1952 |
| Fred Burgess      | Anglia     | 1952–1958 |

| Név              | Nemzetiség | Idpszak   |
| ---------------- | ---------- | --------- |
| Jake Bloom       | Anglia     | 1958–1959 |
| Fred Burgess     | Anglia     | 1959–1960 |
| Jake Bloom       | Anglia     | 1960–1961 |
| Joe Machin       |            | 1961–1963 |
| Tom Talbot       |            | 1963–1965 |
| Fred Pinfold     |            | 1965–1968 |
| Arthur McPherson | Anglia     | 1968–1970 |
| Mark Singer      | Anglia     | 1970–1971 |
| Graham Bourne    |            | 1971–1972 |
| Mark Singer      | Anglia     | 1972–1977 |

| Név                | Nemzetiség | Időszak   |
| ------------------ | ---------- | --------- |
| Arthur McPherson   | Angol      | 1977–1980 |
| Don Ratcliffe      | Angol      | 1980–1982 |
| Jim Lloyd          | Angol      | 1982–1987 |
| Bill Bell          | Anglia     | 1987–2002 |
| Bill Bratt         | Angol      | 2003–2011 |
| Mike Lloyd         | Angol      | 2011      |
| Peter Miller       | Angol      | 2011      |
| Paul Wildes        | Angol      | 2012–2013 |
| Norman Smurthwaite | Anglia     | 2013–     |

## Tartalék- és ificsapat
A Port Vale-nek történelme legnagyobb részében volt tartalékcsapata. A Port Vale Reserves 1923-ban csatlakozott a Chesire County League-hez. Ebben az időszakban élte legsikeresebb időszakát, az 1920-as években és az 1930-as évek elején ötször nyert bajnokságot, 1931-ben pedig a bajnoki cím mellé a bajnoksághoz tartozó kupát is elhódította. Bár 1933-ban egy szezon erejéig átment a Birmingham League-be, utána visszatért a Cheshire County League-be és 1971-ig ott is maradt. Ezután a The Central League-ben folytatta a szereplését. A tartalékcsapat közelmúltbéli sikerei között megemlítendő a 2010-es menetelés a Staffordshire Senior Cupban.
A Vale tartalékcsapata ideiglenesen 2003-ban szűnt meg, amikor a csődeljárás idején többek között ilyen módon próbált meg spórolni a csapat. A 2006/07-es idényben lettek újra hivatalosan is tartalékai a klubnak. A csapat jelenleg a The Central League első osztályában szerepel. Többnyire olyan játékosok alkotják, akik nem férnek be az első csapatba és olyan fiatalok, akik utolsó két iskolaévükben járnak. A 2011/12-es idény óta Gareth Owen a tartalékcsapat edzője.
A Port Vale legtehetségesebb és legidősebb ifijátékosai a Football League Youth Alliance északnyugati csoportjában szerepelnek. Legjobb FA Youth Cup-szereplései során a negyeddöntőig jutott a csapat, ezt legutóbb a 2007/08-as szezonban sikerült elérnie, Andy Porter irányítása alatt. Ugyanebben az idényben a 18 év alatti korosztály megnyerte a Foyle Cupot és a Midland Fllodlit Youth Cupot. Az ificsapat 1987-es megalakulása óta több mint 50 olyan játékos került ki az akadémiáról, akikből a későbbiekben profi játékos vált. Közül a legismertebbek Joe Anyon, Chris Birchall, Anthony Gardner, Chris Martin, James Lawrie, Danny Glover, Sam Morsy és Billy Paynter. A Port Vale akadémiája a The Football League besorolása szerint a négyből harmadik kategóriába tartozik.

### A tartalékcsapat sikerei
- Cheshire County League
  - Bajnok: 1924/25, 1927/28, 1928/29, 1929/30, 1930/31
- Cheshire County League Challenge Cup
  - Győztes: 1931

### Az ificsapat sikerei
- Shrewsbury International Soccer Tournament: U18
  - Győztes: 2008
  - Harmadik: 2009
- Midland Floodlit Youth Cup
  - Győztes: 2008, 2009
- Fayle Cup U18
  - Győztes: 2007